# Обобщённый четырёхугольник

«Салфетка» GQ(2,2)

Обобщённый четырёхугольник — это структура инцидентности, главное свойство которой — отсутствие треугольников (однако структура содержит много четырёхугольников).  Обобщённый четырёхугольник является по определению полярным пространством ранга два.  Обобщённые четырёхугольники являются  обобщёнными многоугольниками с n = 4 и почти 2n-угольниками с n = 2.  Они являются также в точности частичными геометриями  pg(s,t,α) с α = 1.

## Определение
Обобщённый четырёхугольник — это структура инцидентности (P,B, I), где {\displaystyle \mathrm {I} \subseteq P\times B} — отношение инцидентности, удовлетворяющее определённым аксиомам.  Элементы P по определению являются вершинами (точками) обобщённого четырёхугольника, элементы B — прямыми. Аксиомы следующие:
- Существует число s (s ≥ 1), такое, что на любой прямой имеется в точности s + 1 точек.  Существует максимум одна точка на двух различных прямых.
- Существует число t (t ≥ 1), такое, что через любую точку проходит в точности t + 1 прямых.  Существует максимум одна прямая через две различные точки.
- Для любой точки p, не лежащей на прямой L, существует единственная прямая M и единственная точка q, такие, что p лежит на M, а q лежит на M и L.

Пара чисел (s,t) называется параметрами обобщённого четырёхугольника. Параметры могут быть бесконечными. Если либо число s, либо t равно единице, обобщённый четырёхугольник называется тривиальным. Например, решётка 3x3 с P = {1,2,3,4,5,6,7,8,9} и B = {123, 456, 789, 147, 258, 369} является тривиальным обобщённым четырёхугольником с s = 2 и t = 1. Обобщённый четырёхугольник с параметрами (s,t) часто обозначается как GQ(s,t) (от английского Generalized Quadrangle).
Наименьший нетривиальный обобщённый четырёхугольник — GQ(2,2), представление которого в 1973 Стэн Пейн назвал «салфеткой».

## Свойства
- {\displaystyle |P|=(st+1)(s+1)}
- {\displaystyle |B|=(st+1)(t+1)}
- {\displaystyle (s+t)|st(s+1)(t+1)}
- {\displaystyle s\neq 1\Longrightarrow t\leq s^{2}}
- {\displaystyle t\neq 1\Longrightarrow s\leq t^{2}}

## Графы

Рёберный граф обобщённого четырёхугольника GQ(2,4)

Есть два интересных графа, которые можно получить из обобщённого четырёхугольника. 
- Граф коллинеарности, содержащий все точки обобщённого четырёхугольника в качестве вершин, в котором коллинеарные точки соединены ребром. Этот граф является сильно регулярным графом с параметрами ((s+1)(st+1), s(t+1), s-1, t+1), где (s,t) — порядок четырёхугольника.
- Граф инцидентности, вершинами которого являются все точки и прямые обобщённого четырёхугольника и две вершины смежны, если одна вершина соответствует прямой, а другая — точке на этой прямой. Граф инцидентности обобщённого четырёхугольника связен и является двудольным графом с диаметром четыре и обхватом восемь. Таким образом, обобщённый четырёхугольник является примером клетки. Графы инцидентности конфигураций в настоящее время называют графами Леви, однако исходный граф Леви был графом инцидентности обобщённого четырёхугольника GQ(2,2).

## Двойственность
Если (P,B,I) — обобщённый четурёхугольник с параметрами (s,t), тогда (B,P,I−1) также является обобщённым четырёхугольником (здесь I−1 означает обратное отношение инцидентности).  Этот четырёхугольник называется двойственным обобщённым четырёхугольником.  Его параметрами будет пара (t,s).  Даже при s = t двойственная структура не обязательно изоморфна исходной структуре.

## Обобщённые четырёхугольники с размером прямых 3
Существует в точности пять (допускается вырождение) обобщённых четырёхугольников, в которых каждая прямая имеет три инцидентные ей точки
1. четырёхугольник с пустым множеством прямых
2. четырёхугольник, в котором все прямые проходят через фиксированную точку, что соответствует мельнице Wd(3,n)
3. решётка размером 3x3
4. четырёхугольник W(2)
5. обобщённый четырёхугольник GQ(2,4)

Эти пять четырёхугольников соответствуют пяти системам корней в ADE классах An, Dn, E6, E7 и E8 , т.е. однониточные системы корней (это означает, что в диаграммах Дынкина элементы не имеют кратных связей).

## Классические обобщённые четырёхугольники
Если рассматривать различные виды полярных пространств ранга по меньшей мере три и экстраполировать их на ранг 2, можно обнаружить эти (конечные) обобщённые четырёхугольники:
- Гиперболическая поверхность второго порядка (квадрика) {\displaystyle Q^{+}(3,q)}, параболическая квадрика {\displaystyle Q(4,q)} и эллиптическая квадрика {\displaystyle Q^{-}(5,q)} являются единственными возможными квадриками в проективных пространствах над конечными полями с проективным индексом 1.  Параметры этих квадриков:

{\displaystyle Q(3,q):\ s=q,t=1}   (это просто решётка)
{\displaystyle Q(4,q):\ s=q,t=q}
{\displaystyle Q(5,q):\ s=q,t=q^{2}}
- Эрмитово многообразие {\displaystyle H(n,q^{2})} имеет проективный индекс 1 тогда и только тогда, когда n равно 3 или 4.  Мы имеем:

{\displaystyle H(3,q^{2}):\ s=q^{2},t=q}
{\displaystyle H(4,q^{2}):\ s=q^{2},t=q^{3}}
- Симплектическая полярность в {\displaystyle PG(2d+1,q)} имеет максимальное изотропное подпространство размерности 1 тогда и только тогда, когда {\displaystyle d=1}.  Здесь мы имеет обобщённый четырёхугольник {\displaystyle W(3,q)}, с параметрами {\displaystyle s=q,t=q}.

Обобщённый четырёхугольник, производный от {\displaystyle Q(4,q)} всегда изоморфен двойственной структуре к {\displaystyle W(3,q)}, обе структуры самодвойственны, а потому изоморфны друг другу тогда и только тогда, когда {\displaystyle q} чётно.

## Неклассические примеры
- Пусть O — гиперовал[англ.] в {\displaystyle PG(2,q)} с q, равным чётной степенью простого числа, и вложение этой проективной (дезарговой) плоскости {\displaystyle \pi } в {\displaystyle PG(3,q)}.  Теперь рассмотрим структуру инцидентности {\displaystyle T_{2}^{*}(O)}, в которой все точки являются точками, не лежащими на {\displaystyle \pi }. Прямые этой структуры — это точки, не лежащие в {\displaystyle \pi } и пересекающие {\displaystyle \pi } в точке O, а инцидентность определяется естественным образом.  Это (q-1,q+1)-обобщённый четырёхугольник.
- Пусть q — степень простого числа (нечётная или чётная). Рассмотрим симплектическую полярность {\displaystyle \theta } в {\displaystyle PG(3,q)}. Выберем случайную точку p и определим {\displaystyle \pi =p^{\theta }}. Пусть прямыми нашей структуры инцидентности будут все абсолютные прямые[3], не лежащие в {\displaystyle \pi }, вместе со всеми прямыми, проходящими через точку p, но не лежащими на {\displaystyle \pi }, а точками — все точки {\displaystyle PG(3,q)}, не лежащие на {\displaystyle \pi }.  Отношением инцидентности будет естественная инцидентность.  Мы получили опять (q-1,q+1)-обобщённый четырёхугольник.

## Ограничения на параметры
Для решёток и двойственных решёток для любого целого числа z, z ≥ 1 есть обобщённые четырёхугольники с параметрами (1,z) и (z,1). Кроме этого случая, лишь следующие параметры найдены допустимыми (здесь q — произвольная степень простого числа):
{\displaystyle (q,q)}
{\displaystyle (q,q^{2})} и  {\displaystyle (q^{2},q)}
{\displaystyle (q^{2},q^{3})} и {\displaystyle (q^{3},q^{2})}
{\displaystyle (q-1,q+1)} и {\displaystyle (q+1,q-1)}